# Hroubovice
Obec Hroubovice (do 20. února 1924 se jmenovala Roubovice, německy Raubowitz, ve spisech z 12. století také Grubouic) se nachází v okrese Chrudim, kraj Pardubický, sedmnáct kilometrů jihovýchodně od Chrudimi a dvacet kilometrů severovýchodně od Hlinska. Žije zde 338 obyvatel. Obcí protéká Anenský potok. Na jeho toku leží, nedaleko od obce, kaple svaté Anny. Údolí potoka jižně od vesnice je chráněno jako přírodní rezervace Anenské údolí.

## Historie
První písemná zmínka o obci pochází z roku 1167 a to v listině, kterou potvrzuje český král Vladislav I. práva litomyšlského kláštera (viz. Klášter Olivetská hora). Zde je uvedeno "Abbas Deocarus emit silvam a fratribus de sancto Laurentio juxta Grubouic"(V litomyšli nástupcem Janovým zvolen byl k hodnosti opatské Deocarus, jak svrchu již bylo podotčeno, který po příkladu předchůdce svého pečoval o rozmnožení jmění klášterního a přikoupil od benediktinů Opatovských les u Hrúbovic a role u Domašic), z čehož lze usuzovat, že v té době již obec existovala. Největšího rozmachu obec došla celkem zdokumentovaně podvakrát v minulém století. Prvně dvacátá léta a podruhé polovina padesátých až koncem šedesátých let byly založeny dvě továrny na výrobu obuvi (Botas), kdy obec čítala až okolo šesti set, resp. čtyř set obyvatel. Zdrojem obživy zde byly továrny na obuv, dále lomy v okolí Skutče (žula) a malá hospodářství, později větší podniky v Chrasti u Chrudimi. Katastrálně a správně byly Hroubovice samostatnou obcí zhruba od poloviny 19. století, kdy k obci patřily ještě osady Chacholice, Podlažice, Skála a Nová Ves; počet obyvatel v této době byl okolo 700. Do té doby byly Roubovice samostatným statkem Roubovice ve vlastnictví mj. také knížat z Lambergu nebo královéhradeckého biskupa. Statek Roubovice zakoupil hradecký biskup Jan Josef hrabě Vratislav z Mitrovic dne 31. prosince 1750 od rytíře Romeda Vácslava Cyrani z Boleshausenu za částku 22600 zlatých. Vyhlášením c. k. místodržitele pro království České (t. č. Karel Maria Coudenhove) ze dne 8. března 1904, č. 48903 bylo povoleno rozloučení místní obce Roubovice. Od té doby sestávala obec Roubovice již pouze z osad Roubovice a Nová Ves. Silná židovská komunita (v roce 1900 4% populace) byla nedílnou součástí historie a svým způsobem spoluurčovala rozvoj obce. Při sčítání lidu dne 31. prosince 1900 měly Roubovice rozlohu 1337 ha a žilo v nich 1851 obyvatel ve složení 857 mužů, 994 žen. Počet katolíků v té době v obci byl 1743 (v samotných Roubovicích 532), počet evangelíků byl 28 (v samotných Roubovicích 5) a židovského vyznání 80 (stejný počet v samotných Roubovicích). Nacházelo se zde 99 domů. 20. května 1923 byl v obci odhalen pomník, věnovaný obětem světové války 1914–1918. Návrh na jeho vybudování podal pan František Langer v roce 1922. Pomník vytvořil sochař F. Měšťánek z Chrasti a to za 3600 Kč. Na kupní cenu byla uspořádána veřejná sbírka. Postaven byl za tři dny a jeho odhalení se zúčastnilo okolo 3000 lidí, včetně význačných osobnosti z okolních měst a obcí.

### Vražda Johanna Husche

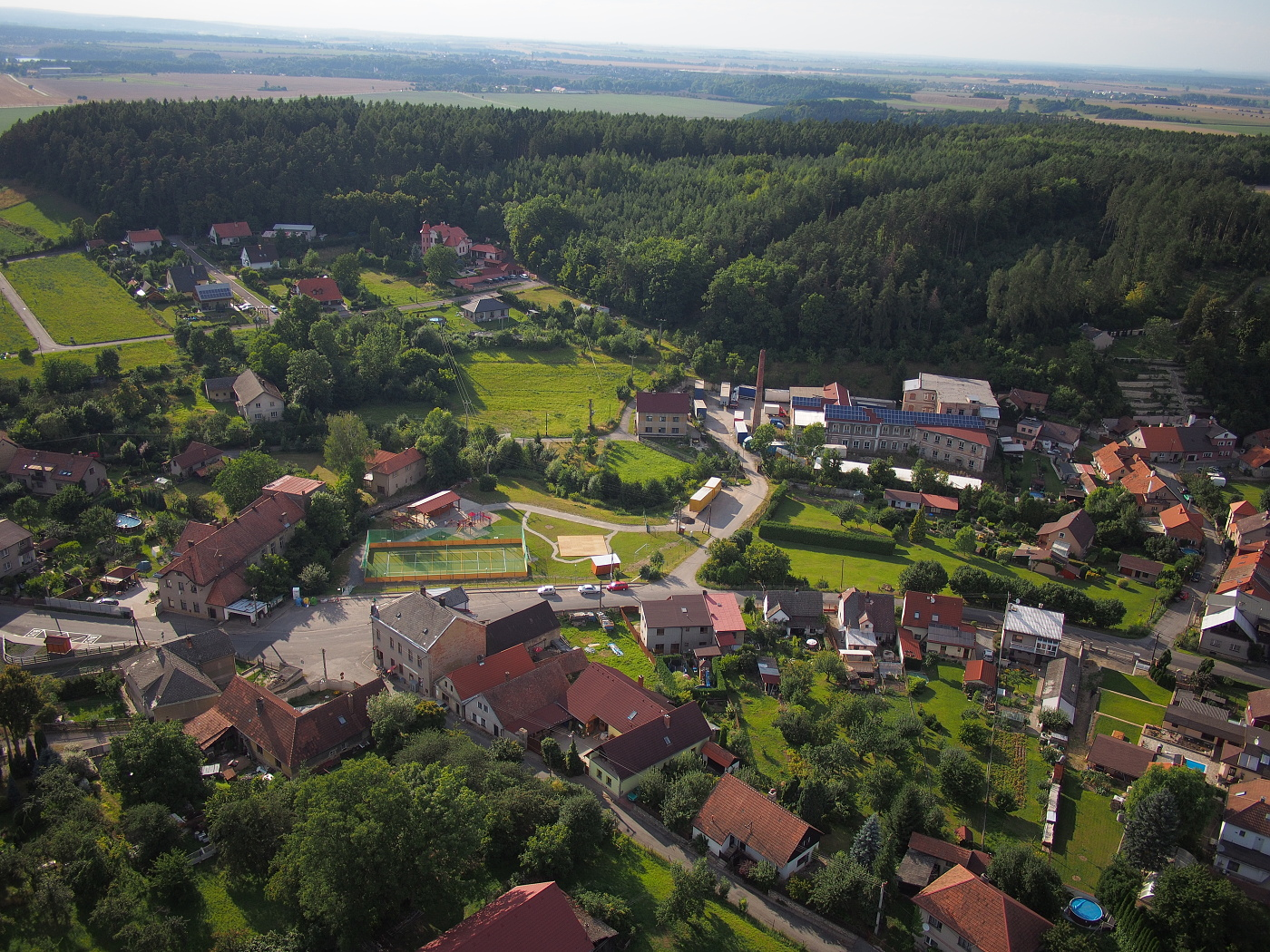
Letecký pohled na sportovní areál a bývalou továrnu Botana

S obcí je také spojený tragický příběh rodiny Huschových z konce druhé světové války. Johann Husch, původem maďarský Němec, si jako druhou manželku vzal židovku Hedviku Weissovou z Kameniček. Během války se navzdory nátlaku odmítal rozvést a za byl internován v pracovním táboře v Bystřici u Benešova. Po konci války a návratu domů byl napaden místními obyvateli, mučen, následně zastřelen příslušníky revolučních gard.
Jeho manželka Hedvika se vrátila z koncentračního tábora do atmosféru strachu a nejistoty. O osudu svého muže se dozvěděla pouze šeptem, z útržků informací mezi lidmi, kteří se také báli msty. Namísto klidného návratu ji čekala další vlna bezpráví, rodinný majetek byl zkonfiskován a celá rodina byla násilně přemístěna. Msta pokračovala i na jejích dětech, kterým nebylo umožněno studovat.
Hedvika Huschová usilovala o spravedlnosti a potrestání vrahů. V roce 1951 oslovila i prezidentskou kancelář a odtud přišlo nařízení k exhumaci a vyšetření případu. Ve více než metrové hloubce byla nalezena dvě těla, lebka Johanna Husche nesla stopy těžkých zranění. Exhumaci byl přítomný i syn Richard Husch. Vyšetřování sice potvrdilo vraždu, ale pachatelé fakticky nikdy potrestáni nebyli.
Stát odmítnl navrácení neprávem zkonfiskovaného domu Huschových.[zdroj⁠?!] Přestože navrácení mělo nastat již po roce 1953, kvůli zatajení informací nebyl proces dotažen a v roce 1990 již bylo promlčeno. Dům Johanna a Hedviky Huschových propadl státu jako majetek, ke kterému se nikdo nehlásil, byť se o něj hlásili.
 

Až v po 74 letech, v roce 2019, uspořádal starosta Hroubovic Marcel Samek setkání místních občanů s historičkou Alžbětou Langovou a připomenul tragickou událost. V publiku seděl i syn Johanna Husche, Richard Husch.

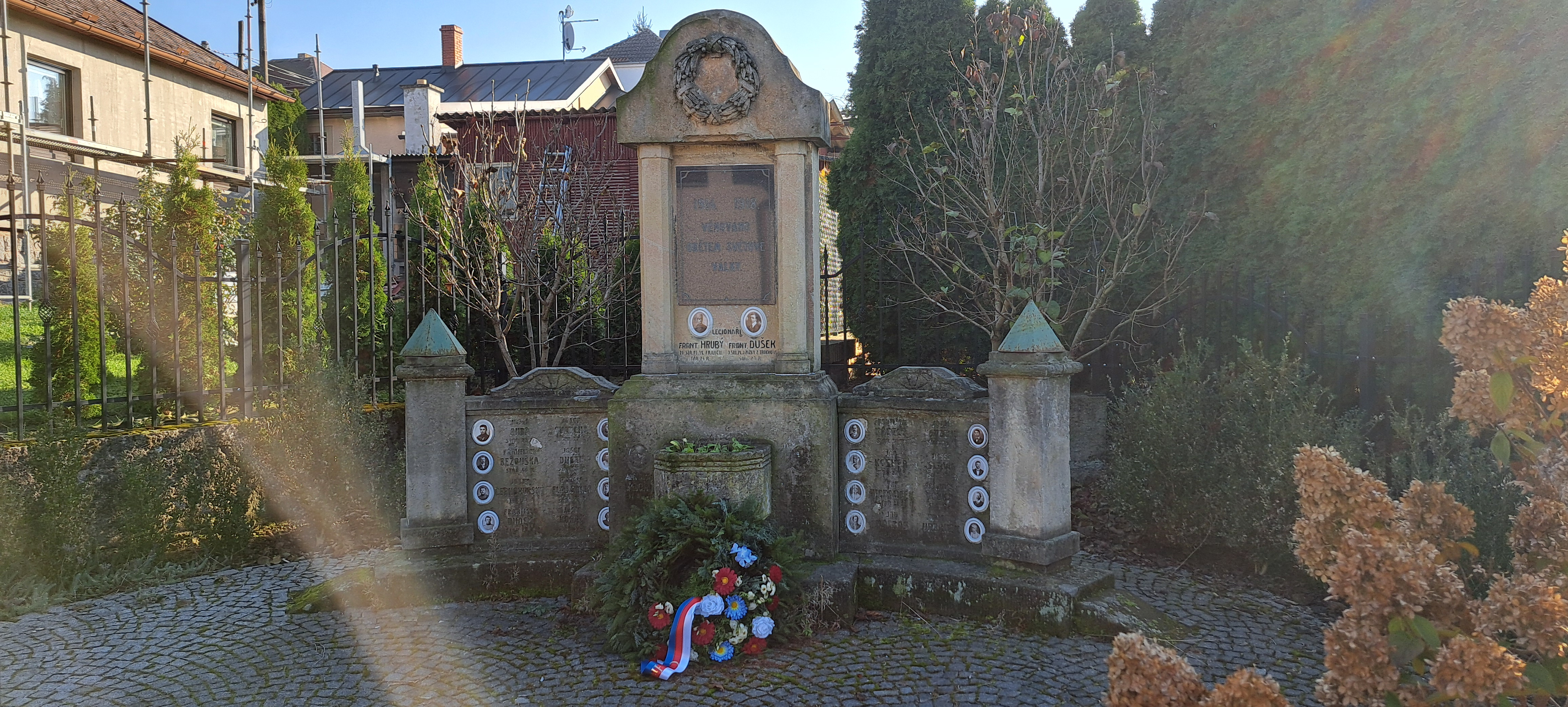
Pomník obětem Velké války

## Současnost
V obci je knihovna Františka Langera, která se nachází v zadní části obecního úřadu (2015). Po nastoupení nového starosty bylo oploceno hřiště, vybudováno sportoviště s umělým trávníkem, otevřeno dětské hřiště, byly zde vysázeny stromy a vystavěn nový přístřešek (2015). Také byl zahájen kurz výpočetní techniky, virtuální univerzity třetího věku, obnovena činnost sboru dobrovolných hasičů, obnovena činnost SK Hroubovice(sportovní klub) a dětského výtvarného kroužku. V roce 2018 byla postavena nová požární zbrojnice. Zakoupeny byl automobilová stříkačka požární Mercedes CAS a dopravní automobil Ford. V rove 2024 by zakoupen nový dopravní automobil Ford. V roce 2020 bylo otevřeno nové komunitní centrum, ve kterém se nyní odehrává velká část kulturně-společenského života obce(divadelní představení, sportovní akce, plesy, hudební koncerty). V roce 2019 byla vybudována a zprovozněna splašková kanalizace. Dále byly vybudovány dva obecní byty. V roce 2022 byl otevřen společenský areál Ovčín, a to na místě bývalé třešňové aleje a skládky odpadu ze 70.let, která byla využívána až do roku 2014. Bylo zde vysázeno okolo 130 kusů stromů, vytvořeno zázemí pro hasičský sport a pořádání společenských akcí. Každoročně zde SK Hroubovice požádá závod s názvem "Hroubovický borec".
Obecní znak rozhodnutím PSP ČR ze dne 30. 11. 2007 obsahuje: v modrém štítě kolmo letící holubici se zlatou zbrojí držící v zobáku olivovou ratolest, dole provázená propletenou Davidovou hvězdou, vše stříbrné. Informace o původním znaku obce se nedochovala.

## Pamětihodnosti

### Židovská synagoga a škola
Synagoga a škola(oficiální název byl Deutsche Volksschule) a dům, ve kterém bydlel sluha náboženské obce, začátkem dvacátého století již nevyužívané, byly v srpnu 1923 nabídnuty Židovskou náboženskou obcí ke koupi obci Hroubovice, a to za částku 18000 Kč. Obec tuto nabídku odmítla a tak všechny tři budovy nakonec zakoupil v září 1923 jistý David, mistr obuvnický. Ten obratem dům po sluhovi prodal panu Hrubému. Modlitebna a škola byly pro údajně dezolátní stav zbořeny v roce 1978 v akci "Z" mysliveckým spolkem "Hubert" Luže, a poté už se znovu neobnovily. Tato barokní stavba s volutovým štítem a sedlovou střechou byla pravděpodobně evropskou raritou, neboť měla na střeše nástavbu věže s hodinami, jaká je známa z barokních nebo gotických křesťanských chrámů. Tyto hodiny měly poukazovat na velmi dobré vztahy mezi obyvateli židovského a křesťanského vyznání. K roku 1825 bylo údajně hlášeno v Roubovicích 52 židovských rodin, což bylo údajně 288 lidí. Pro ně zde byla založena židovská škola německá. České děti docházely do školy ve vedlejší vesnici Bělé.
V prosinci 2017, k výročí 75 let od transportu místních Židů do koncentračních táborů, byl slavnostně odhalen nový památník obětí holocaustu v pietním parku na místě zbořené synagogy.

### Židovský hřbitov
Hřbitov byl založen v polovině 18. století, v polovině 19. století v souvislosti s obřadní síní rozšířen. Pohřbívalo se zde až do roku 1937. Na ploše přibližně 3.000 m² se dnes nachází cca 250 náhrobků, většinou v jeho horní polovině, dolní je pak velmi prázdná. Náhrobky jsou převážně barokní a klasicistní s bohatou náhrobní symbolikou. V říjnu 2007 byl poničen neznámým vandalem.

## Osobnosti
- Hugo Freund (1873–1942), zakladatel pražské zlatnické a klenotnické firmy
- Johann Husch (? - 1945), obchodník, zavražděn místními a partyzány

## Galerie

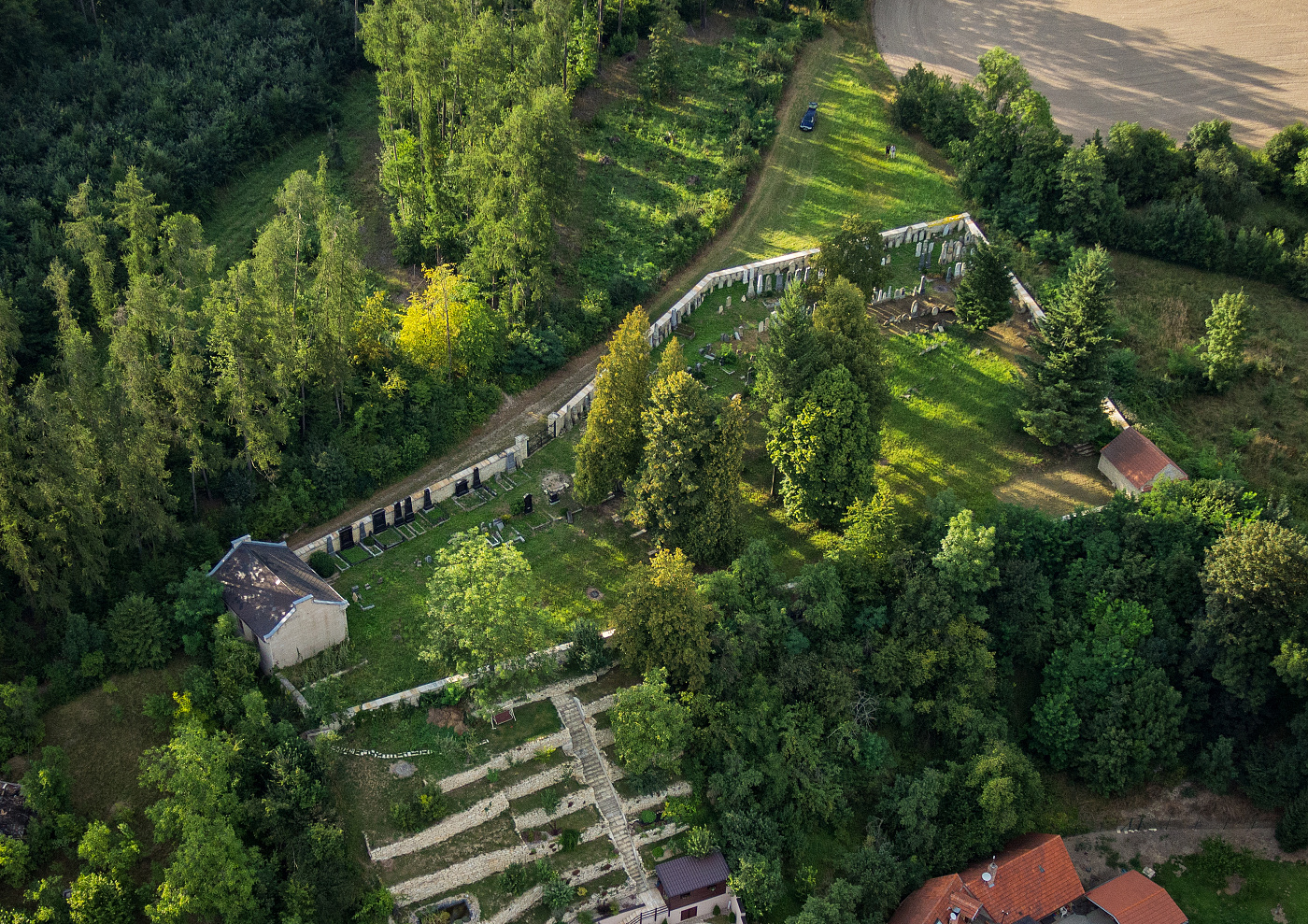
Židovský hřbitov
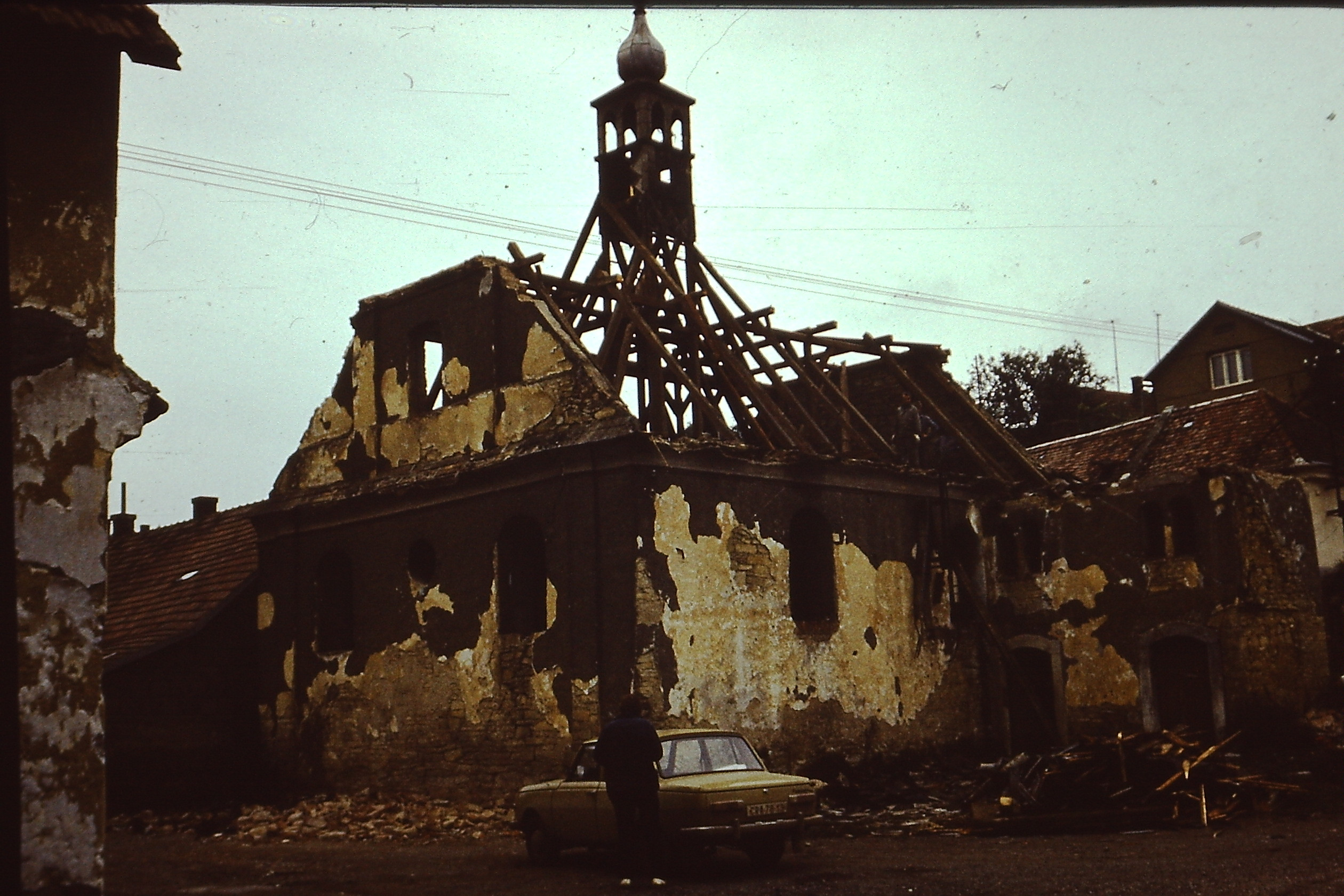
Bourání synagogy